# Мицубиши Лансър Еволюшън
Mitsubishi Lancer Evolution, известен също като Lancer Evo или просто Evo, е спортен седан, произвеждан от Mitsubishi Motors, който се базира на нормалния Lancer. Към днешна дата има десет официални версии, а обозначението на всеки модел е най-често римска цифра. Всички използват двулитрови турбокомпресорни четирицилиндрови двигатели и система за задвижване на всички колела.
Автомобилът първоначално е бил предназначен само за японския пазар, но тъй като има голям интерес към този модел на автомобилната компания, през 1998 година тя преминава към произвеждането на серията Ралиарт(Ralliart), предназначена за пазара на Обединеното Кралство и за няколко различни европейски пазари. Mitsubishi решава да изнася осмото поколение на Mitsubishi Lancer Evolution в САЩ през 2003 г., след като става свидетел на успеха на Субару(Subaru) с тяхното Subaru Impreza WRX STi на Американския пазар. 
Десетото и последно поколение на „Лансъра“ излиза през 2007 г. и залива всички чуждестранни пазари през 2008 година, като това носи огромни приходи за компанията на Mitsubishi.

## Evolution I
Първата генерация на Lancer използва двулитров турбиниран двигател с два горно разположени разпределителни вала(DOHC-Double Over Head Camshaft) и задвижване на всички колелета(AWD-All Wheel Drive) заимствано от друг известен модел на Mitsubishi-Galant VR-4, и използвана за GSR и RS версиите. Този двигател е използван и в Mitsubishi RVR и Mitsubishi Chariot. RS версията е с двигател, подходящ за различни видове преработки, настройки и тунинг, и също така опростена откъм удобство на седалки и интериор, с подобрени антиблокираща система (ABS) и спирачки, и стоманени джанти тежащи около 70 кг по-малко, отколкото 1238 килограмовият GSR. RS версията излиза с диференциал с ограничено приплъзване(LSD-Limited Slip Differential), а GSR-а идва с всички удобства на един типичен уличен автомобил, включително цифров екран за контрол на климатика (климатроник), спортни седалки Recaro, спортен волан Momo, затъмнени стъкла, ел стъкла и подобрена аудио система. Той е оборудван с двигателя на Mitsubishi-4G63 с мощност от 244 к.с.(182 kW) при 6000 об./мин. и 309 N·m въртящ момент при 3000 об./мин. В периода между октомври 1992 и януари 1994 година са произведени и продадени 5000 броя от първото поколение на Evolution-а

## Evolution II
Втората генерация на Evolution е като обновената и подобрена версия на първата генерация и са произведени 5000 екземпляра в периода между декември 1993 и февруари 1995 година. Промените се състоят главно в подобрения на маневреността и стабилността на автомобила. Направени са корекции по окачването, олекотяване на ходовата част, добавяне на по-голям спойлер и оборудване с 10 мм по-тънки гуми от първата генерация. Има 50 литров резервоар за гориво. Изходната мощност е увеличена до 252 к.с. като имаме предвид това, че е със същия двигател и въртящият момент е останал непроменен, както за GSR, така и за RS моделите

## Evolution III
Февруари 1995 година беше отбелязана с пристигането на третата генерация, която има доста подобрения в сравнение с предишните две генерации. Нов и по-агресивен дизайн, променена форма на предната част на автомобила за подобряване на подаването на въздух към радиатора, и също така получава значителни подобрения на интеркулера и спирачките. Нови странични прагове, лайстни, задна броня и по-голям заден спойлер са добавени, за да се подобри стабилността. Двигателя също получава нужните подобрения като се увеличава степента на сгъстяване (компресията), и се добавя нов турбокомпресор, който дава изходна мощност на мотора 270 к.с.(201 kW) при 6250 об / мин и 309 N·m въртящ момент при 3000 об / мин.

## Evolution IV
През 1996 г. платформата на Lancer-a била напълно променена, а заедно с нея и платформата на Evolution-а, която става изключително популярна в целия свят. Двигателя и трансмисията са завъртяни на 180° за подобряването на баланса на купето, разпределението на тежестта и премахване на различните отклонения от правата, които прави автомобила при ускоряване. Излизат две версии-RS и GSR. RS версията се произвежда като състезателен автомобил с диференциал с ограничено приплъзване(LSD-Limited Slip Differential). Оборудвана е и с GLX седалки и избор между 16" и 17"-цолови олекотени състезателни гуми. Също така има възможност за наличието на климатик в някои модели, добавени са няколко допълнителни разпънки за укрепване на шасито, една зад решетките на радиатора, а другата на пода на багажника. GSR и RS версията започват да споделят нов twin-scroll турбокомпресор, който помага за увеличаване на максималната изходна мощност до 276 к.с.(206 kW) при 6500 оборота в минута и 330 N·m въртящ момент при 4000 оборота в минута. Новата опция, която предоставя Mitsubishi на GSR версията се нарича Active Yaw Control(AYC), която е с електронно управление и има функцията да пренася въртящият момент към колелетата с най-голямо въздействие върху ускорението и поведението на атомобила, което е и причината за изключително бързото продаване на 10000 бройки на четвъртата генерация. Като цяло външният вид не се променя освен това че са добавени два големи фара за мъгла на предната броня, както и нов дизайн на задните светлини на задния панел, който нов дизайн се превръща в стандартния дизайн на петата генерация на Evolution, което създава още един отличителен белег за тази серия. Новата генерация е малко по-тежка от предишните като например: към GSR версията са добавени допълнителни технически системи, но в за сметка на това получава по-голяма мощност. Теглото на RS-a e 1260 kg (2778 lb), а на GSR-а е 1345 kg (2965 lb). Голяма част от тези технически подобрения са използвани и във второто поколение на Mitsubishi RVR предназначен само за японския пазар
- RS („Rally Sport“) – 5-степенна скоростна кутия с къси предавки, минимален интериор, окачване предназначено за рали, диференциал (1.5), който обединява други два типа диференциали (1 и 2) и прави автомобила подходящ както за дрифт, така и да има добро сцепление с настилката, автоматична климатична инсталация, Enkei джанти, Recaro седалки, спирачки Brembo, също се предлагат като опция и ел. стъкла.
- GSR – 5-степенна скоростна кутия, допълнителни уреди за измерване и сензори, AYC (Active Yaw Control), Антиблокираща спирачна система (ABS), предни и задни седалки Recaro, автоматичен климатик, подобрена аудио система, ел. стъкла, спирачки Brembo.